# Украинцы в Швейцарии
Украинцы в Швейцарии (укр. Українці в Швейцарії) — одна из этнических общин на территории Швейцарии.
По состоянию на конец 2015 года в Швейцарии, согласно официальной статистике, проживало более 6,1 тыс. украинцев. На конец 2022 года в Швейцарии находится примерно 70 тыс. человек. Украинская диаспора не имеет мест компактного проживания, однако большие группы сосредоточены в районах крупных городов - Цюриха, Базеля, Берна, Санкт-Галлена, Женевы, Лозанны.

## История украинской диаспоры
Исторически можно выделить несколько этапов миграции украинцев на территорию Швейцарской Конфедерации:
- Первый этап приходится на вторую половину XIX в., когда сначала в Цюрих, а затем Женеву начали прибывать украинские эмигранты - в основном художники, политические деятели (в частности, известный украинский ученый  Михаил Драгоманов) и студенты.
- Вторая волна украинцев прибыла в Швейцарию после поражения национально-освободительного движения 1917-1922 гг. В 1918-1926 гг. в Берне действовала Чрезвычайная дипломатическая миссия Украинской Народной Республики, в честь которой на здании Посольства Украины в Швейцарии установлена памятная доска.
- Третья волна миграции в Швейцарию приходится на период окончания Второй мировой войны: в страну попало много бывших военнопленных, а также беженцев из СССР. В этот период в Швейцарии создан т.н. Украинский комитет помощи в Женеве и Украинское объединение помощи в Цюрихе. В 1945 году было создано "Объединение украинцев", которое в дальнейшем изменило свое название на "Украинское общество в Швейцарии", и существует по сей день.
- Четвертая волна миграции украинцев в Швейцарскую Конфедерацию приходится на время после обретения Украиной независимости.
- Пятая волна, волна крупнейшей миграции, приходится на середину 2022 - начало 2023 года. Переселение связано с наплывом пострадавших во время Российско-украинской войны.

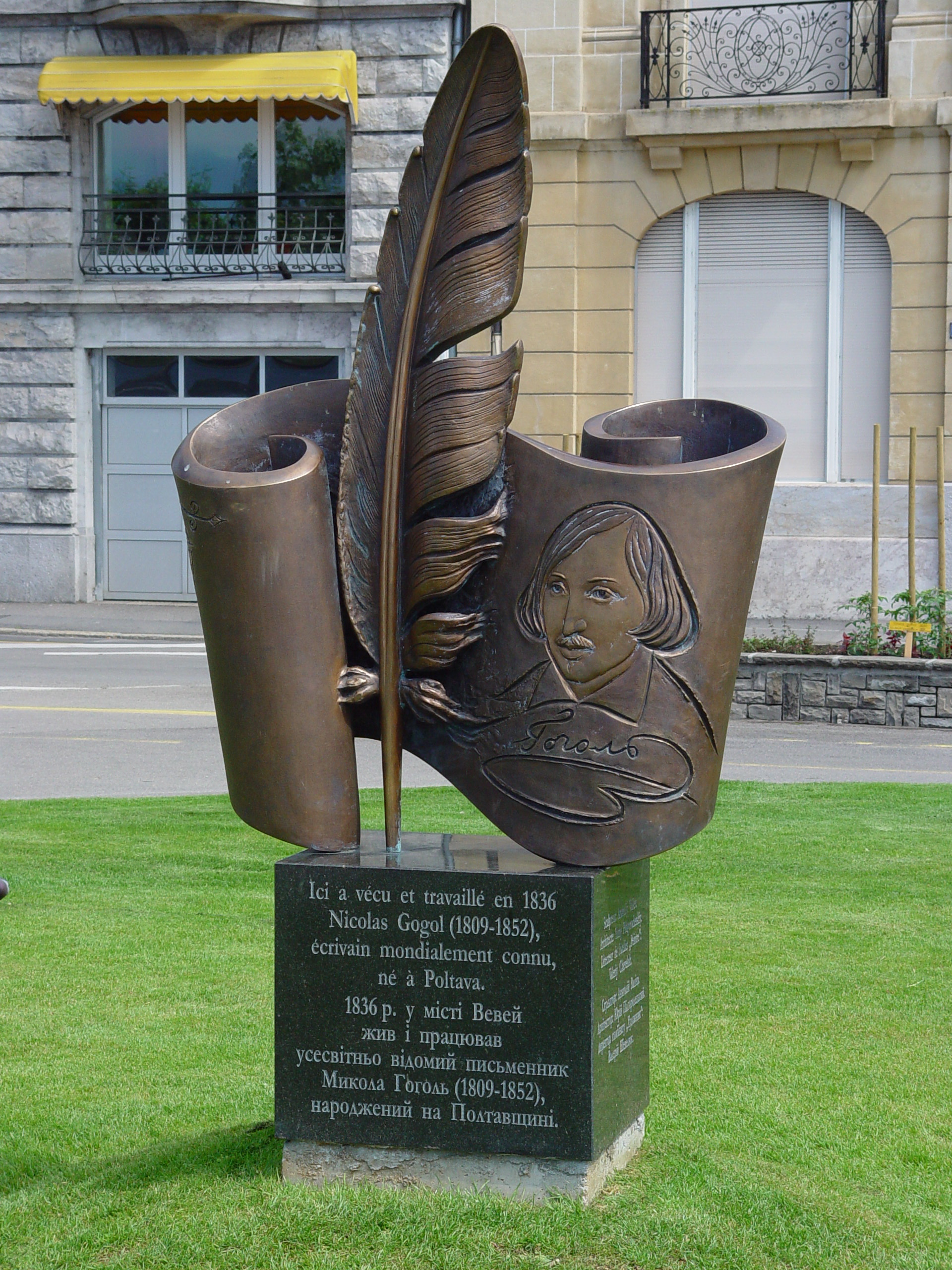
Памятник Н.В.Гоголю в г. Веве (Швейцария) с надписью на украинском языке, открытый по инициативе Украины

## Украинские организации и культурные мероприятия в Швейцарии
Основной организацией украинской диаспоры является Украинское общество в Швейцарии (президент - Андрей Лужницкий).
В последние годы сформировались и активно действуют ряд местных сообществ и групп украинского общества, часть из которых функционируют как центры Украинского общества в Швейцарии, а часть - просто как объединение украинских активистов в определенном регионе страны. Так, в немецкоязычной части Швейцарской Конфедерации действуют Базельский центр Украинского общества в Швейцарии,  во франкоязычной - Международная швейцарская ассоциация «Free Ukraine» и Культурная организация «Романдия - Украина»  Существуют также свои ячейки и группы общества в Женеве, Цюрихе и регионе Санкт-Галлене, кантонах Аарау, Золотурн, Тичино и др.
Начальная украинская школа и детский сад функционируют в г. Бюлль («Родная школа») и в Цюрихе («Солнышко»). В г. Лозанна работает начальная украинская школа «Зернышко». В 2015-16 гг. в г. Базель и Айнзидельне организованы курсы украинского языка.
Украинские богослужения (греко-католики) проходят в таких городах как Цюрих, Лозанна, Базель, Берн, Лугано и Фрибур.
18 декабря 2009 года по инициативе Украины был открыт памятник Н.В.Гоголю с надписью на украинском языке на берегу Женевского озера в швейцарском городе Веве.